# Cozmești (Iași)
Pour les articles homonymes, voir Cozmești.
Cozmești est une commune roumaine située dans le județ de Iași.